# 下垂体アデニル酸シクラーゼ活性化ペプチド
下垂体アデニル酸シクラーゼ活性化ポリペプチド（Pituitary adenylate cyclase-activating polypeptide、PACAP）は、ADCYAP1遺伝子として符号化されるヒトのタンパク質である。血管作動性腸管ペプチドと類似し、
血管作動性腸管ペプチド受容体 (VIPR1) とPAC1受容体 (ADCYAP1R1) に結合する。神経伝達物質の一種として、グルカゴン/セクレチンファミリーの神経ペプチドである。

## 機能
この遺伝子は、アデニル酸シクラーゼ活性化ポリペプチド1を符号化している。このポリペプチドは、PAC1受容体を介してアデニル酸シクラーゼ (AC) を刺激し、標的細胞の環状アデノシン一リン酸 (cAMP) 濃度を上昇させる。PAC1は、下垂体刺激ホルモン（下垂体の活性化を誘発する物質）であるだけでなく、神経伝達物質と神経調節物質としても機能する。また、ある種の細胞の傍分泌（パラクリン）および自己分泌（オートクリン）調節において役割を果たしている。
PACAPは膵臓β細胞のインスリン分泌を既知の物質中で最も強く促進する因子とされる。PACAPは腸クロム親和性細胞様細胞を刺激する作用がある。
PACAPはセクレチン受容体とタンパク質間相互作用することが示された。

## PAC1受容体
Gタンパク質共役受容体である「PAC1受容体/VPAC1受容体/VPAC2受容体」をPACAPとVIPが共有している。PACAPはPAC1受容体に対して特に高い親和性があり、pM濃度でグリア細胞に作用し神経を保護する。
ドキシサイクリン（DOXY）とミノサイクリン（MINO）がPAC1受容体へのリガンド結合を促進させ、PAC1受容体の活性化を増強させていることが示された。DOXYとMINOは1ng/mLから有意に神経を保護していた。細胞内のcAMP濃度も上昇していた。

## 精神への影響
PACAP遺伝子ノックアウトマウスが新しい環境で多動やジャンプなどの情動異常を示したとの報告がある。
PACAP遺伝子の多型が統合失調症と有意に関連していることが示された。これはPACAPシグナル伝達の変化が統合失調症の病因に寄与している可能性があることを示唆している。
この遺伝子が女性における心的外傷後ストレス障害 (PTSD) と関連付けられている（男性はない）と解釈された。Resslerらは、PACAPをコードする遺伝子内の
一塩基多型 (SNP) の関連を確認し、PTSDがこのペプチドとそのPAC1受容体に関与していることを示した。女性においては、PACAPの血中濃度がPTSDと関連していた。